# Graphidipus poba
Graphidipus poba là một loài bướm đêm trong họ Geometridae.